# Meunasah Mesjid Lampuuk
Meunasah Mesjid Lampuuk is een bestuurslaag in het regentschap Aceh Besar van de provincie Atjeh, Indonesië. Meunasah Mesjid Lampuuk telt 223 inwoners (volkstelling 2010).